# Hans-Martin Gerlach
Hans-Martin Gerlach (* 10. Dezember 1940 in Wimmelburg; † 5. Januar 2011 in Leipzig) war ein deutscher Philosoph.

## Leben

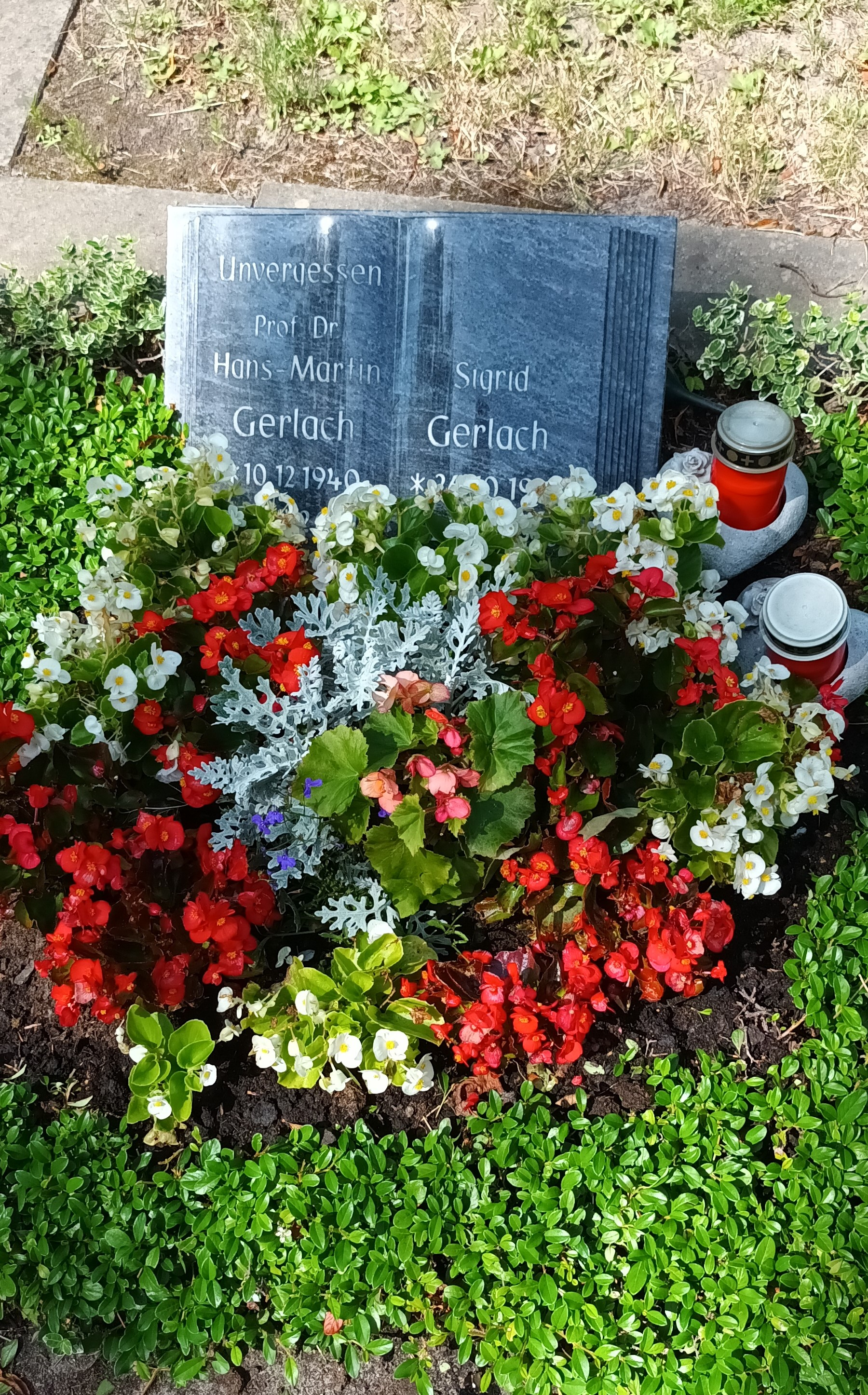
Grabstätte Hans-Martin Gerlach

Nach Abschluss seines Studiums 1964 in Leipzig arbeitete Gerlach am Institut für Philosophie der Universität Halle, wo er 1968 promovierte und 1975 mit einer vergleichenden Arbeit über Martin Heidegger und Karl Jaspers habilitierte. Nach einer Zeit als Dozent wurde er 1982 zum außerplanmäßigen Professor ernannt und erhielt 1983 eine Professur für Geschichte der Philosophie in Halle. Nach Abwicklung seines Instituts in Halle im Jahr 1991 wechselte er 1993 nach Mainz, wo er für sieben Semester die Vertretung einer C4-Professur für Philosophie der Neuzeit innehatte und 1997 auf diese Professur berufen wurde. Gerlach leitete von 1997 bis 2005 die Kant-Forschungsstelle des Philosophischen Seminars der Universität Mainz. Er war seit 1999 Mitglied des Vorstands der Kant-Gesellschaft.
Neben der Existenzphilosophie befasste Gerlach sich insbesondere mit der Philosophie der Aufklärung und mit Friedrich Nietzsche. Er zählte 1990 zu den Mitbegründern der „Förder- und Forschungsgemeinschaft Friedrich Nietzsche e. V.“, die seit 1998 als Nietzsche-Gesellschaft e. V. weitergeführt wird. Die deutschsprachige Nietzsche-Forschung nach 1989 habe ihm viel zu verdanken, schreibt Christian Niemeyer im Vorwort zur zweiten Auflage seines Nietzsche-Lexikons (2011).
Nach seiner Emeritierung im Jahr 2005 lebte Hans-Martin Gerlach in Leipzig. Seine Urne wurde auf dem dortigen Südfriedhof beigesetzt.

## Schriften
- Existenzphilosophie und Politik (Dissertation Halle 1968), Berlin 1974.
- Der Mensch. Neue Wortmeldungen zu einem alten Thema (Autorenkollektiv), Berlin 1982.
- Bürgerliches Philosophieren in unserer Zeit (mit Reinhard Mocek), Berlin 1982.
- Martin Heidegger. Denk- und Irrwege eines spätbürgerlichen Philosophen, Berlin 1982.
- Die Idee des „ewigen Friedens“ – Utopie und Wirklichkeit. Saint-Pierre – Kant – Jaspers. In: Beiträge zur Geschichtsphilosophie der deutschen Klassik. Collegium Philosophicum Jenense. Heft 6 (hrsg. von Erhard Lange), Hermann Böhlaus Nachfolger, Weimar 1985, S. 277–284.
- Existenzphilosophie – Karl Jaspers, Berlin 1987.
- Christian Wolff oder von der 'Freyheit zu philosophieren' und ihren Folgen. Texte und Kommentar zur Vertreibung des Philosophen Wolff aus Halle, Halle 1993.
- (Hrsg. mit Sabine Mocek) Kants „Kritik der reinen Vernunft“ im philosophischen Meinungsstreit der Gegenwart, Halle 1982.
- (Hrsg. mit Regina Meyer) Descartes und das Problem der wissenschaftlichen Methode, Halle 1989.
- (Hrsg. mit Hans Rainer Sepp) Husserl in Halle. Spurensuche im Anfang der Phänomenologie, Frankfurt am Main u. a. 1994.
- (Hrsg.) Aufklärung. Interdisziplinäre Halbjahresschrift zur Erforschung des 18. Jahrhunderts, Jg. 12, Bd. 2: Christian Wolff – seine Schule und seine Gegner, Hamburg 2001.
- (Hrsg. mit Andreas Hütig und Oliver Immel) Symbol, Existenz, Lebenswelt. Kulturphilosophische Zugänge zur Interkulturalität, Frankfurt am Mainz u. a. 2004.
- (Hrsg. mit Volker Caysa) Nietzsche und die Linke, Leipzig 2006.
- (Hrsg. mit Hans-Christoph Rauh) Ausgänge. Zur DDR-Philosophie in den 70er und 80er Jahren, Berlin 2009.